# Andy Granatelli

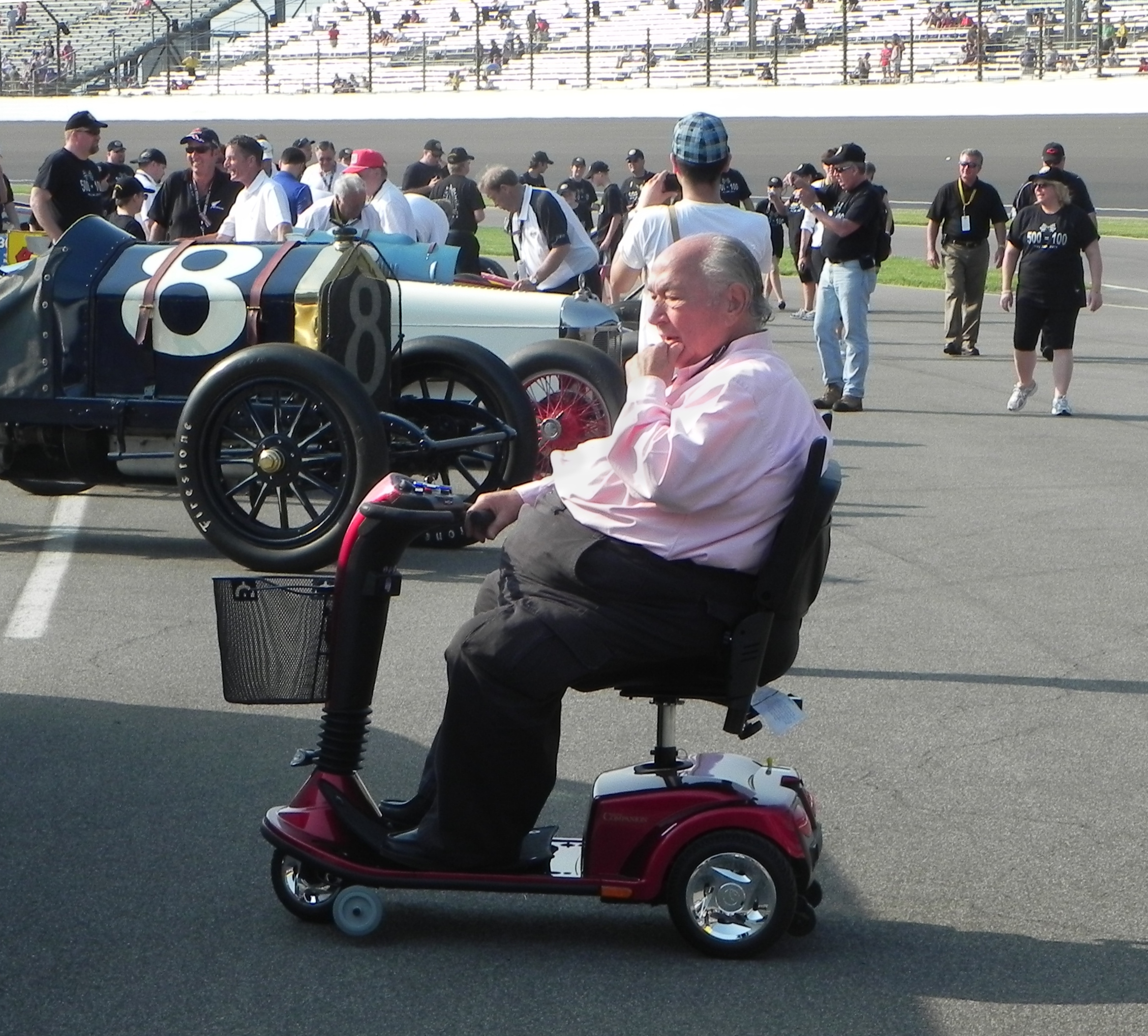
Andy Granatelli 2011 in Indianapolis

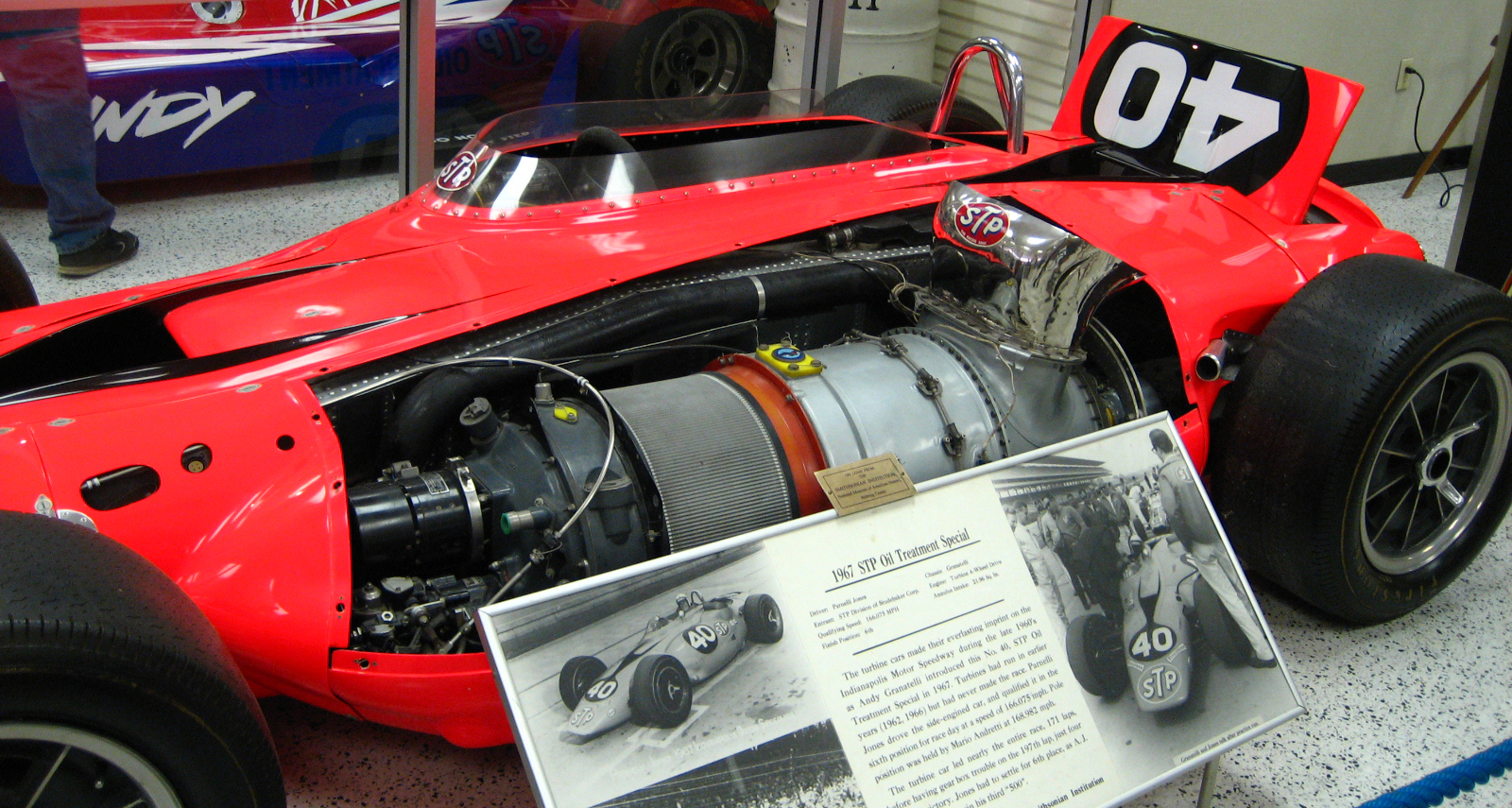
Die Gasturbine im STP-Oil-Treatment Spezial von Parnelli Jones aus dem Jahre 1967

Andy Granatelli (* 18. März 1923 in Dallas, Texas; † 29. Dezember 2013 in Santa Barbara, Kalifornien) war ein US-amerikanischer Autorennfahrer und Rennstallbesitzer. In den 1960er-Jahren wurde er Vorstandsvorsitzender (CEO) des Mineralölunternehmens STP.

## Karriere
Andy Granatelli und seine beiden Brüder Vince und Joe arbeiteten vor dem Zweiten Weltkrieg in ihrer Heimatstadt Dallas als Mechaniker. Sie lieferten Motoren und bauten Straßenfahrzeuge in Rennwagen um. Während des Krieges organisierte Andy Granatelli Rennveranstaltungen und fungierte als Promotor von Crash-Rennen.
1946 kamen die drei Brüder erstmals nach Indianapolis zum 500-Meilen-Rennen. Ihr Grancor Racing Team baute für die damalige Zeit sehr innovative Monoposto-Rennwagen, die schon Einzelradaufhängungen hatten. Einen Sieg konnten sie mit ihren Fahrzeugen aber nicht erzielen.
Die Rennkarriere von Granatelli war kurz. 1948 versuchte er sich als Fahrer für die 500-Meilen-Rennen zu qualifizieren. Ein schwerer Unfall während des Qualifikationstrainings setzte seinen Ambitionen als Fahrer jedoch endgültig ein Ende.
In den 1960er-Jahren wurde er eine Größe im US-Motorsport. STP wurde sein Hauptsponsor und er dort Chief Executive Officer, der selbst in TV-Spots für STP-Produkte warb. Berühmt wurden seine Gasturbinen-Rennwagen, mit denen er den Sieg in Indianapolis in den Jahren 1967 und 1968 jeweils nur knapp verfehlte. 1968 lag Joe Leonard im Lotus 56 bis zehn Runden vor Schluss in Führung, als er durch einen Defekt an der Gasturbine ausschied. Noch schlimmer traf es das Team ein Jahr zuvor, als Parnelli Jones vor dem sicheren Sieg stand. Hier war ein Schaden an der Kupplung der Grund dafür, dass Parnelli und Granatelli drei Runden vor dem Ende des Rennens ausschieden. 1969 verpflichtete er Mario Andretti, der den Allrad-Lotus 64 fahren sollte. Andretti zerstörte jedoch den Lotus im Training und musste das Rennen auf einem Vorjahres-Hawk bestreiten, mit dem er das Rennen schließlich gewann. Es blieb der einzige Indy-500-Sieg von Granatelli. Das Foto des Siegerkusses, den ein überglücklicher Granatelli Andretti auf die rechte Wange gab, ging 1969 um die Welt.
Bis 1991 war das Team von Granatelli in Indianapolis am Start. 1992 wurde er in die Internationale Hall of Fame des Motorsports aufgenommen, 2001 in die US-amerikanische.

## Film- und Fernsehauftritte
- 1968–1969: The Joey Bishop Show (6 Folgen)
- 1968: Ein toller Käfer (The Love Bug)[3]